# 特里戈洛
特里戈洛（義大利語：Trigolo），是意大利克雷莫纳省的一个市镇。总面积16平方公里，人口1758人，人口密度109.9人/平方公里（2009年）。国家统计（ISTAT）代码为019110。